# Wildenhain
Wildenhain este o comună din landul Saxonia, Germania.